# Ramón Sosa
Ramón Sosa Acosta (Maracaná, 31 de agosto de 1999) é um futebolista paraguaio que atua como atacante. Atualmente, joga pelo Palmeiras.

## Carreira

### River Plate
Sosa ingressou nas categorias de base do Campeonato Paraguaio pelo River Plate ainda jovem. Eventualmente, assinou com a equipe principal em 2020, tendo uma temporada de destaque pelo clube. Marcou seu primeiro gol em um empate por 1–1 contra o Club Nacional. Sosa terminou com 4 gols em 29 jogos no campeonato, além de duas participações na Copa Sul-Americana, contra o Deportivo Cali, sendo derrotado em ambos os jogos.

### Olimpia
Em janeiro de 2021, Sosa assinou com o Olimpia, em uma negociação avaliada em cerca de 800 mil dólares.
Sosa estreou pelo clube em uma derrota por 1–0 em casa contra o Club Libertad, jogando os 90 minutos. Estava se destacando na nova equipe, que terminou o Torneio Apertura na segunda colocação. Começou então a atrair o interesse de clubes como o Red Bull Bragantino, da Série A do Campeonato Brasileiro, e até mesmo do Flamengo, que sondou Sosa após eliminar o Olimpia na Copa Libertadores.
Na temporada de 2021, Sosa ajudou o Olimpia a conquistar a Copa do Paraguai, marcando dois gols na competição, incluindo o gol da vitória por 3–2 sobre o Cristóbal Colón, na Copa do Paraguai de 2021. Também foi campeão da Supercopa do Paraguai sobre o Cerro Porteño, embora tenha ficado no banco de reservas na vitória por 3–1.

### Gimnasia
Em janeiro de 2022, Sosa assinou com o Gimnasia La Plata, da Primeira Divisão Argentina, por cerca de 1,3 milhão de dólares, com contrato de três anos. Sobre a contratação, que vinha sendo pedida há algum tempo, o técnico Néstor Gorosito afirmou: "Sosa chega com uma enorme projeção do Paraguai", acrescentando que a seleção paraguaia já o observava. Sosa estreou pelo clube em um empate sem gols fora de casa contra o Racing Club, sendo advertido com cartão amarelo. Seu primeiro gol foi marcado de penalidade máxima na vitória por 3–0 fora de casa contra o Platense. Ao longo da temporada, Sosa marcou 6 gols em 39 partidas, tornando-se um dos destaques do time e ajudando o clube a voltar à Copa Sul-Americana de 2023.

### Talleres
Em janeiro de 2023, Sosa foi contratado pelo Talleres de Córdoba, também da primeira divisão argentina, por cerca de 2,26 milhões de dólares e com contrato de três anos. Em dezembro de 2023, o LA Galaxy, da Major League Soccer, fez uma proposta por Sosa.
Sosa estreou pelo clube em uma vitória por 2–0 sobre o Atlético Tucumán, em fevereiro de 2023. Seu primeiro gol foi marcado na vitória por 3–0 contra o Instituto.

### Nottingham Forest
Em 16 de agosto de 2024, Sosa assinou um contrato de cinco anos com o Nottingham Forest, da Premier League. Estreou pelo clube na Copa da Liga Inglesa, entrando aos 69 minutos contra o Newcastle United. Seu primeiro gol na Premier League foi contra o Brighton & Hove Albion, fora de casa, no AMEX Stadium, em 22 de setembro.

### Palmeiras
Em 8 de julho de 2025, veículos da imprensa noticiaram que Sosa seria transferido para o Palmeiras. O clube paulista o anunciou oficialmente no dia seguinte; Sosa assinou um contrato válido até o meio de 2030. Embora os valores não tenham sido oficializados pelo Palmeiras, segundo o portal brasileiro ge, o Alviverde pagou cerca de quatorze milhões de euros (89,5 milhões de reais, na época) ao Nottingham pela transferência. O jogador foi apresentado oficialmente em 14 de julho, recebeu a camisa de número dezenove e afirmou que "é um passo muito grande para a [sua] carreira vir para [o Palmeiras]". Fez sua estreia dois dias depois, num empate por 1–1 contra o Mirassol, no Allianz Parque; Sosa entrou no segundo tempo, substituindo Facundo Torres. Foi titular pela primeira vez em uma derrota por 0–1 pela partida de ida das oitavas-de-final da Copa do Brasil, contra o Corinthians, em 30 de julho.

## Títulos
Club Olimpia
- Copa do Paraguai: 2021[25]

- Supercopa do Paraguai: 2021[25]